# Mars 1864

## Événements
- 10 mars : le fondateur du Tonghak, Ch'oe Che'u, est exécuté en Corée.

- 14 mars : arrivée de l'expédition de Samuel Baker et Florence Baker, envoyée par le khédive, jusqu’au lac Albert.

## Naissances
- 13 mars : Alexi von Jawlensky, peintre russe († 15 mars 1941).

## Décès
- 2 mars : Jean Alaux, peintre français (° 15 janvier 1786).
- 10 mars : Ch'oe Che'u, prédicateur coréen.